# جيريمي كين
جيريمي كين (بالإنجليزية: Jeremy Cain)‏ هو لاعب كرة قدم أمريكية أمريكي، ولد في 24 مارس 1980 في بوينتون في الولايات المتحدة.

## وصلات خارجية
- جيريمي كين على موقع مرجع كرة القدم المحترفة.كوم (الإنجليزية)